# Vallromanes
Vallromanes es un municipio de la comarca del Vallés Oriental al límite con el Maresme, situado a 25 km del municipio de Barcelona, en Cataluña (España). Forma parte de la Región urbana de Barcelona y se extiende por la vertiente noroccidental de la sierra de Sant Mateu (Monte de Lledó, 493 m s. n. m.) en la Cordillera Litoral; el término comprende la cabecera de la riera de Vallromanes (que afluye a la riera de Mogent a la izquierda dentro del Montornés), y es drenado también por la riera de Ardenya (límite norte-oriental), afluente de la primera. El territorio es montañoso, ocupado en una buena parte por matorrales y bosques de pinos y encinas (562 ha). Contiene varias urbanizaciones de alto poder adquisitivo situadas alrededor del Club de Golf de Vallromanes y en las zonas próximas.

## Datos físicos y de población
El municipio se encuentra a 153 m s. n. m. y tiene 10,65 km². Según el Instituto de Estadística de Cataluña, el censo de población, en el año 2023, es de 2.705 habitantes, con una densidad de población de 254,0 hab./km².
El gentilicio para los habitantes es: vallromanés, vallromanesa.

## Acceso por carretera
La carretera de acceso a Vallromanes es la BP-5002 que une los municipios de Granollers y de El Masnou; Vallromanes se encuentra justo en medio de ambas poblaciones. Desde la carretera BP-5002, el municipio más cercano y que limita con Vallromanes es, en sentido noroeste, Vilanova del Vallés y, en sentido sur, el municipio de Alella, el cual también limita con Vallromanes.
| Noroeste: Montornés del Vallés    | Norte: Vilanova del Vallés | Nordeste: Vilasar de Dalt |
| Oeste: Santa María de Martorelles |                            | Este: Vilasar de Dalt     |
|                                   | Sur: Alella Teyá           | Sureste: Premiá de Dalt   |

## Fiesta local

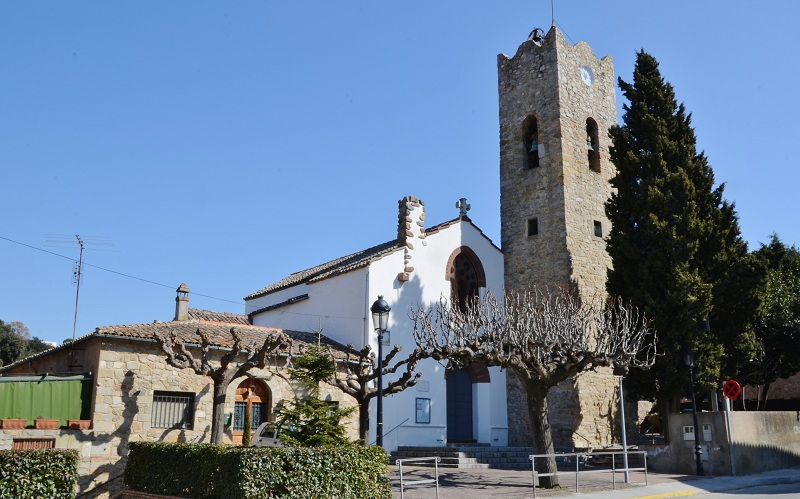
Iglesia parroquial de San Vicente

El municipio cuenta con dos fiestas locales: 
La festividad de San Miguel, el día 29 de septiembre, que es cuando se celebra la fiesta mayor de verano. 
La festividad de San Vicente, el día 22 de enero, que es cuando se celebra la fiesta mayor de invierno.

## Consistorio
El alcalde desde el 14 de diciembre de 2013 es David Ricart i Miró de MxV ERC gracias a un pacto de gobierno con IVALL
En 2013 después de que la anterior alcaldesa Lourdes Prims IVALL saliera tras una moción de gobierno provocada tras el escándalo por contratar a un detective privado para espiar a su socia de gobierno Mari Luz Muñoz CIU, se pactó un gobierno de alternancia entre CIU y MxV ERC hasta 2015.
En 2018, tras saberse que la edil del PDCAT preparaba una moción de censura contra su socio de gobierno y alcalde David Ricart, los regidores del PDCAT fueron cesados de sus carteras y MxV gobernó en solitario hasta las elecciones de 2019. Las discrepancias entre MxV ERC y el PDCAT durante el mandato se centraron en la pertenencia o no al Consorcio Vallés Visió y a la gestión del referéndum del 1 de octubre y posteriores hechos de política nacional. El PDCAT local no participó en la campaña del Referéndum y no colaboró en la preparación en el 2017. Posteriormente se supo que preparaban una moción de censura con la oposición para, si había inhabilitación del alcalde republicano, asumir la alcaldía.

Tras las Elecciones municipales de 2015, la composición del consistorio era de 5 concejales de MxV-ERC, 2 de CiU, 2 de IVALL y 2 de GdV. 
En las elecciones de 2019 el consistorio quedó repartido así MxV ERC 4 concejales, 2 de IVALL, 3 de GdV, 1 PDCAT y 1 PSC.

Més per Vallromanes-Esquerra </ref> MxV-Esquerra, 3 de iVall, 3 de CiU y 2 de ICV.

## Historia
La referencia más antigua de Vallromanes se remonta al año 970, donde se menciona la casa de "Sant Vicenç" (San Vicente) en Valle de Romanas. La iglesia de "Sant Vicenç", que es documentada en 1183 como parroquia, pertenecía al término del castillo de Montornés o de "Sant Miquel de Montornès" (San Miguel de Montornés), al cual también pertenecía la de "Sant Sadurní de Montornès". El castillo, documentado desde 1108, está situado sobre la colina de Sant Miquel, al límite con el municipio de Montornés del Vallés (la línea divisoria sobre la colina señala que las ruinas del castillo son del municipio de Vallromanes, mientras que las de la capilla de Sant Miquel corresponden a Montornés). Poseyeron el castillo los Montornés, quienes durante la segunda mitad del siglo XIV adquirieron del rey la jurisdicción civil y criminal y el medio imperio, mientras que el señor rey se reservaba el mero imperio y la directa y alodial señoría, derechos éstos que fueron adquiridos del rey en 1390 por la ciudad de Barcelona. Hasta la primera mitad del siglo XV los consejeros barceloneses recibieron quejas de los hombres del castillo de Montornés contra "Pere de Montornès", que tenía el castillo en feudo de la ciudad de Barcelona. Los remensas se fortificaron en 1485. En 1505 el soberano vendió en feudo (con retención del dominio alodial y directo) en la universidad de Montornés las rentas del castillo y de las parroquias de Montornés. Así, Vallromanes, Alella y Montornés, pueblos que hasta entonces dependían del castillo, pasaron a ser de realengo. En 1632 Vallromanes y Montornés formaban una alcaldía (en el siglo XIX estos pueblos constituían un solo municipio, hasta que Vallromanes se separó en los albores del siglo XX). El castillo de "Sant Miquel de Montornès" continuó en posesión de los Montornés hasta 1621, que pasó después a los Tabernero, los cuales se convirtieron al final de este siglo en los condes de Darnius. En 1718 el conde de Darnius reedificó la antigua masía de la Torre Tabernera, al pie del castillo, que se convertiría en adelante en residencia de los señores del castillo de Montornés, los cuales, al final del siglo XVII eran los Fiveller, que heredaron también el título de condes de Darnius, y en el siglo XIX lo eran los Martorell. Al final de este siglo la propiedad del castillo y de la Torre Tabernera pasó a manos de los propietarios actuales, los condes de Alba de Liste.

## Demografía
Vallromanes cuenta con una población de 2742 habitantes (INE 2024).
| Gráfica de evolución demográfica de Vallromanes entre 1940 y 2021 |
| |
| Población de derecho según los censos de población del INE. Población de hecho según los censos de población del INE.Entre el censo de 1940 y el anterior, aparece este municipio porque se segrega del municipio Montornés del Vallés. |

## Clima
La localización en la vertiente septentrional de la Cordillera Litoral condiciona el clima. El efecto térmico de la proximidad del mar queda sensiblemente reducido a causa de la interposición de la cordillera. Los vientos convectivos (las marinadas), particularmente en verano, difícilmente llegan al otro lado de la cordillera, de manera que no se da el efecto secador y al mismo tiempo refrescante. Hay que pensar que en el otro lado, en Alella, estos vientos pueden llegar a los 40 km/h . La menor exposición a la radiación solar a causa de la orientación del relieve y la exposición a los vientos fríos del norte hace que las temperaturas invernales sean menores. Así pues, las temperaturas en el mes de enero son prácticamente dos grados más bajas que en la vertiente litoral y la precipitación es ligeramente superior, según datos del Atlas climático de Cataluña.
Otro hecho destacable es el riesgo de precipitaciones intensas: con intensidades superiores a los 100 mm en 24 h para un periodo de retorno de 10 años (según cálculo hidrológico y determinación de los caudales de avenida de las Cuencas Internas de Cataluña, ACA 2001).

## Geología, suelos y relieve
Todo el término municipal está sobre la cordillera litoral y no llega a la llanura del Vallés. La litología dominante son granodioritas cuya intrusión tuvo lugar en los episodios finales de la orogenia varisca, al final del Paleozoico. La meteorización de los granitos da lugar a los sablones, unos materiales de elevada fertilidad.
Todo el municipio forma parte de la cuenca hidrográfica del Besós. Los principales cursos fluviales del municipio de Vallromanes son: la rambla de Vallromanes, de unos 6 km de longitud, afluente del río Mogent; el torrente de las Fontanilles, el torrente de Ardenya y el del Alguacil que afluyen a la rambla de Vallromanes y el torrente del Sot dels Verns que afluye al torrente de Can Gurri.

## Vegetación
Por su ubicación geográfica, Vallromanes se encuentra situada de pleno en la región biogeográfica mediterránea con una notable riqueza de especies y diversidad de sistemas naturales.
A grandes rasgos, la orientación sombría de las vertientes vallesanas de la cordillera permite que se den las formaciones propias de zonas más húmedas, como los encinares y los robledales, los primeros incluidos entre los hábitats de interés comunitario, que muestran una regeneración natural muy buena después de los incendios de 1994. A la umbría de la sierra de Marina se describe el encinar litoral clareado, que es la formación más abundante, pero en realidad, y en función del rincón, se puede encontrar una maleza de estepas y brezo blanco (Erica arborea), una zona con predominancia de estepas, o áreas más degradadas donde dominan el romero y la aliaga (Ulex').
Los sistemas naturales de las vertientes de la solana son propios de zonas secas, de crecimiento más lento y, en consecuencia, de menor desarrollo durante el proceso de regeneración después de perturbaciones. En las carenas de solana destaca el chaparral, pero también se pueden encontrar elementos del encinar clareado, de la maleza de estepas y brezo blanco, manchas de albaida e, incluso, clapas de Brachypodium. En las vertientes de solana puede dominar la maleza de albaida, que se puede mezclar con clapas de chaparral, clapas de estepas, prados de cerrillo, etc.
En general, la vegetación de estas orientaciones está constituida principalmente por comunidades arbustivas y herbáceas, con algunas clapas arbóreas, principalmente de pino piñonero. En este contexto, existen numerosas formaciones de gran interés, tanto por su rareza, vulnerabilidad, singularidad y estado de conservación, como los prados de cerrillo -reconocidos de interés comunitario-, y las malezas, chaparrales y maquias, de gran diversidad florística y faunística.
Mención especial merecen las comunidades de ribera, como anteriormente en Can Maioles aún visibles en el extremo del campo de golf de extremo interés intrínseco por la acumulación de valores naturales y funcionales, ya que constituyen una verdadera red de conectores biológicos, que permiten el mantenimiento de los flujos entre las diversas zonas del parque. Entre las principales comunidades hay que destacar los sauzgatillos que todavía permanecen a lo largo de diversas ramblas de la vertiente costera, y los magníficos bosques de ribera, con especies tan significativas como el aliso, el avellano y el roble africano (Quercus canariensis), todas ellas incluidas entre los hábitats de interés comunitarios, y últimos reductos de estos ecosistemas.
Sin duda, los campos de sauzgatillos representan una de las comunidades más especiales de la sierra de Marina por el hecho de que en Cataluña se encuentran sólo dos grandes manchas de distribución de campos de sauzgatillo (Vinco-Viticetum agni-casti): una en la cuenca baja del río Ebro, y otra en el Nordeste, de la cual las poblaciones de la cordillera Litoral significarían el límite meridional. En esta comunidad, propia de las ramblas mediterráneas, se encuentra la aladerna (Vitex agnus-castus), el granado ('Punica granatum), la malva olbia (Lavatera olbia), la sombrerera (Petasites fragrans) y la hierba doncella (Vinca major). Actualmente, sin embargo, muchos tramos de los campos de sauzgatillos están bastante degradados e invadidos por el cañaveral (Arundo) y el matorral que son dominantes. Sin embargo, se mantienen algunos tramos bien conservados, donde los campos de sauzgatillos forman franjas bastante anchas a ambos lados de los torrentes y donde se encuentran aladernas de dimensiones destacables. Así, hay que mencionar la rambla de Canyet (con unos 200 m de campos de sauzgatillos, con sauzgatillos que presentan cepas de unos 3 dm de diámetro), y el torrente de Pomar. En Sant Jeroni de la Murtra se localiza el campo de sauzgatillos mejor conservado, con una longitud de unos 300 m entre la balsa de Sant Jeroni y la autopista B-20.
Con respecto a las plantas fanerógamas, el catálogo es mucho más completo. Es destacable la presencia de especies de carácter eurosiberiano, como el aliso (Alnus glutinosa), el acebo (Ilex aquifolium), el evónimo (Euonymus europaeus), o el arce negro (Acer monspessulanum). Once especies presentan su límite meridional de distribución en esta zona, y tres de ellas (Ampelodesmos mauritanica, Anthyllis cytisoides y Solanum rostratum) el septentrional. Asimismo, se localizan tres endemismos catalanes: Ophrys catalaunica, Salvia nemorosa ssp. valentina y Sarothamnus catalaunicus.